# Caserne des marins de Misène
La Caserne des marins de Misène (en latin : Castra Misenatium) abrite dans Rome un détachement de marins de la flotte militaire basée à Misène. Ces marins sont par exemple employés pour manœuvrer le grand velum du Colisée.

## Localisation
La caserne est située peu de distance à l'est de l'amphithéâtre flavien, sur les pentes du Mont Oppius, entre les Thermes de Trajan et la via Labicana.

## Histoire
Elle est vraisemblablement édifiée peu de temps après l'amphithéâtre, vers 80 ou 90 ap. J.-C. par l'empereur Domitien. La caserne est agrandie sous le règne de Gordien III.
Des vestiges ont été retrouvés entre 1812 et 1888, notamment une cour rectangulaire sur laquelle s'ouvrent une série de petites pièces.

## Fonction

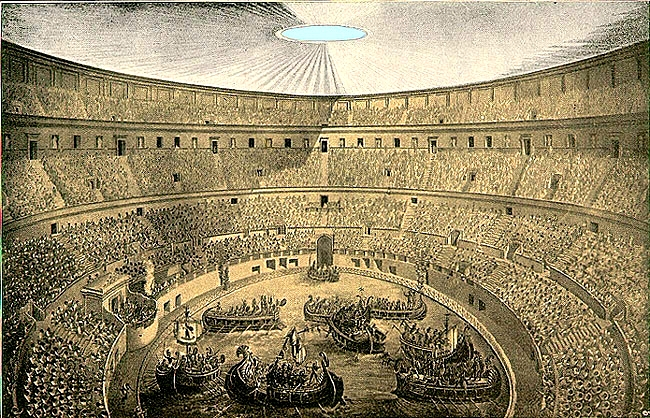
Naumachie et déploiement du velum au Colisée, gravure d'Albert Kuhn, 1913.

Un détachement spécial de matelots (classiarii) de la flotte militaire romaine dont le port d'attache se trouve à Misène (Classis Misenensis) est employé à Rome pour la manœuvre du velum qui protège les spectateurs du Colisée du soleil et des intempéries. La mise en place du velum, manœuvre complexe, demandait jusqu'à 5 jours et impliquait une centaine d'hommes.
Les marins sont également responsables de la surveillance de la navigation sur le Tibre et des deux ports militaires fluviaux de Rome : les Navalia inferiora près du Forum Boarium et les Navalia superiora sur le Champ de Mars.

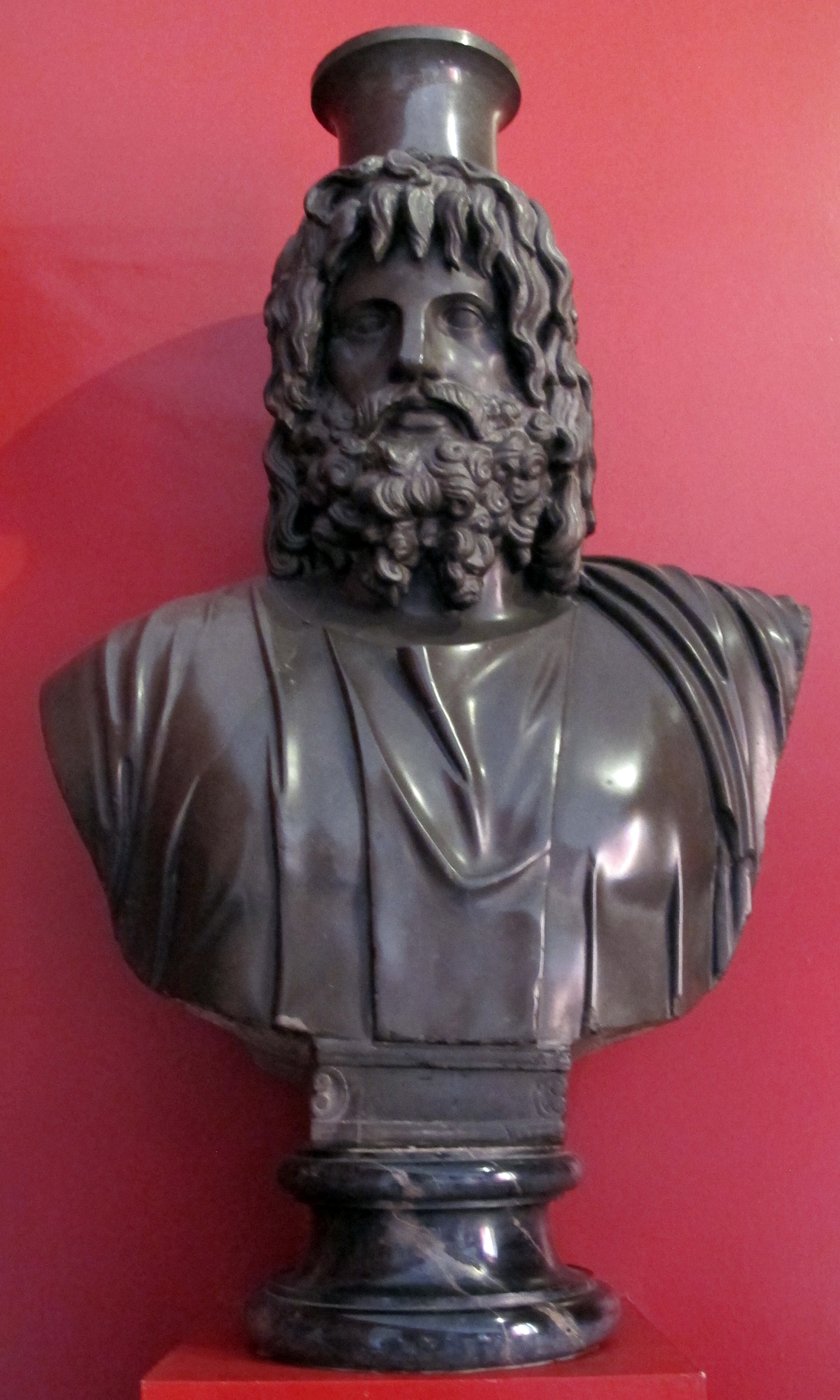
Buste de Sérapis, IIe s., musée égyptien du Vatican.

## Description
La caserne fait partie d'un grand complexe dirigé par un procurateur impérial ou de rang équestre et formé de plusieurs édifices destinés à la gestion de l'amphithéâtre flavien (le Ludus Magnus, le spoliarium, le saniarium, l’armamentarium et le Summum Choragium).
Près de la caserne a été retrouvée une statue de Sérapis de 1,05 mètre de haut. Il est possible qu'elle faisait partie d'un sacellum installé au sein de la caserne et dédiée à la divinité égyptienne. En effet, un certain nombre de marins de la flotte de Misène sont originaires d'Alexandrie où le culte de Sérapis est très présent.